# Sayouba Mandé
Sayouba Mandé (Abidjan, 15 maart 1993) is een Ivoriaans voetballer die als doelman  speelt. Hij debuteerde in 2012 in het betaald voetbal in het shirt van Stabæk Fotball. In 2014 debuteerde hij in het Ivoriaans nationaal elftal.

## Clubcarrière
Het Noorse Stabæk Fotball haalde Mandé in maart 2012 weg bij de Ivoriaanse voetbalacademie Sporting Consultant. Hij werd aanvankelijk gehuurd t.e.m. juli 2012. Hij speelde twee wedstrijden mee in de beker, waarna hij op 20 mei 2012 zijn competitiedebuut maakte tegen FK Haugesund. Inmiddels speelde hij bijna 50 wedstrijden in de Noorse Tippeligaen.

## Interlandcarrière
Mandé debuteerde op 5 maart 2014 voor het Ivoriaans nationaal elftal in een vriendschappelijke interland tegen de Rode Duivels in het Koning Boudewijnstadion. De oefenwedstrijd eindigde in 2-2, met Belgische treffers van Marouane Fellaini en Radja Nainggolan. Voor Ivoorkust scoorden Didier Drogba en Max Gradel.
1 Copa ·
2 Viera ·
3 Boka ·
4 K. Touré ·
5 Zokora ·
6 Drogba ·
7 Akpa-Akpro ·
8 Gradel ·
9 Tioté ·
10 Bony ·
11 Gervinho ·
12 Sio ·
13 Konan ·
14 Kalou ·
15 Die ·
16 Gbohouo ·
17 Aurier ·
18 Djakpa ·
19 Y. Touré ·
20 Diomandé ·
21 Bolly ·
22 Bamba ·
23 Mandé ·
Coach: Lamouchi